# Amazing Grace (Aretha Franklin)
Amazing Grace è un album della cantante Aretha Franklin con Chuck Rainey, pubblicato nel 1972 dalla Atlantic Records. Arrivò a vendere 2 milioni di copie negli Stati Uniti, diventando l'album gospel più venduto di tutti i tempi, raggiungendo la settima posizione nella classifica negli Stati Uniti e vinse il Grammy Award for Best Soul Gospel Performance 1973 ed il Grammy Hall of Fame Award 1999.

## Descrizione
La Franklin, che aveva iniziato a cantare proprio in un coro gospel, ritorna con quest'opera alla musica religiosa con il Southern California Community Choir ed il Rev. James Cleveland. Secondo alcuni l'album rappresenta una delle migliori performance vocali della storia dell'artista, sia da un punto di vista tecnico (potenza, modulazione ed estensione della voce) che poetico. Particolarmente famose sono le interpretazioni della Franklin dei brani How I Got Over e Precious Lord, Take My Hand & You've Got a Friend.

## Tracce

### CD 1
1. Mary, Don't You Weep – 7:27
2. Precious Lord, Take My Hand & You've Got A Friend – 5:45
3. Old Landmark – 3:40
4. Give Yourself To Jesus – 5:18
5. How I Got Over – 4:18
6. What A Friend We Have In Jesus – 6:05
7. Amazing Grace – 10:48

### CD 2
1. Precious Memories – 7:19
2. Climbing Higher Mountains – 2:53
3. Remarks By Reverend C.L. Franklin – 1:48
4. God Will Take Care Of You – 8:46
5. Wholy Holy – 5:29
6. You'll Never Walk Alone – 6:44
7. Never Grow Old – 9:57